# Хочени
Хочени — деревня в Батецком муниципальном районе Новгородской области, относится к Батецкому сельскому поселению. Постоянное население — 3 человека (2010).
Деревня расположена на правобережье реки Луга, на высоте 56 м над уровнем моря, к западу от её притока ручья Глубокий, к юго-востоку от деревни Сельцо и к северо-западу от деревни Нива, на автодороге из деревни Воронино в посёлок Батецкий. В трёх километрах к северо-востоку от деревни Хоченское озеро, а в 12 км к юго-востоку есть деревня со сходным названием — Хочуни.

## История
Упоминается в писцовых книгах Водской пятины Новгородской земли 1500 года, как сельцо Успенского Сабельского погоста — Хоченя, также Хоченя упоминается в 1568 и 1582 году, упоминается как Хочен в 1612 году, как Хоченье в 1646, 1678, 1718 годах, а Хочени в 1539/1540, 1709, 1748, 1788 годах. В Новгородском уезде Новгородской губернии — деревня была в Самокражской волости. С приходом Советской власти в Самокражской волости Новгородского уезда был образован Самокражский сельсовет которому стала подчинена деревня. По переписи 1926 года население деревни 270 человек. С 1927 года деревня и сельсовет в составе вновь образованного Черновского района Новгородского округа Ленинградской области. 30 июля 1930 года Новгородский округ был упразднён. С 1 сентября 1931 года после упразднения Черновского района деревня в составе Самокражского сельсовета Батецкого района. С августа 1941 года по январь 1944 года деревня была оккупирована немецко-фашистскими войсками. С лета 1944 года Самокражский сельсовет Батецкого района в составе новообразованной Новгородской области.
После войны в деревне был колхоз «Красные Хочени», тогда деревня Хочени и колхоз относились Самокражскому сельсовету Батецкого района. В Батецком районе деревня Хочени до муниципальной реформы была подчинена Озерёвскому сельсовету, затем Озерёвской сельской администрации.